# Брадикінін
Брадикінін (грец. bradys — повільний + kinesis — рух) — нонапептид, який утворюється у крові людини при активації калікреїн-кінінової системи крові. Він впливає на розширення судин, внаслідок чого зменшується кров'яний тиск, викликає біль й звуження бронхів. До його складу входять наступні амінокислоти:

Брадикінін

{\displaystyle \mathrm {Arg} } (2 залишки), {\displaystyle \mathrm {Gly,Phe} } (два залишки), {\displaystyle \mathrm {Pro} } (три залишки) та {\displaystyle \mathrm {Ser} }.
2,4-Динітрофторбензол (реагент Сенгера) й карбоксипептидаза визначають аргінін як N-та С-кінцеву амінокислоту. Внаслідок неповного кислотного гідролізу брадикініну утворюються наступні ди- та трипептиди:{\displaystyle {\begin{matrix}\mathrm {Phe-Ser,\,\,Pro-Gly-Phe,\,\,Pro-Pro,\,\,} \\\mathrm {Ser-Pro-Phe,\,\,Phe-Arg,\,\,Arg-Pro.} \end{matrix}}}

## У медицині
Вміст брадикініну у міокарді збільшується у відповідь на короткочасну ішемію-реперфузію, що є одним з доказів його тригерної ролі у ішемічному прекондиціюванні. Фармакологічно індуковане збільшення у міокарді рівня ендогенного брадикініну й калідин-подібного пептиду підвищує стійкість серця до дії ішемії-реперфузії [1].
В той же час надмірне збільшення брадикініну в тканинах легень призводить до зростання виділення рідини з кровеносних капілярів і спричиняє набряк легень. Природним регулятором кількості брадикініна є, зокрема, ангіотензинперетворювальний фермент 2 (ACE2), рецептори якого вірус SARS-CoV-2 використовує для потрапляння в клітини-мішені.